# Anderlecht-Club Brugge
De voetbaltopper tussen RSC Anderlecht en Club Brugge is een Belgische voetbalklassieker tussen de roemrijkste clubs van Brussel en Vlaanderen.

## Geschiedenis
Beide clubs speelden in 1921 voor het eerst tegen elkaar. Na de Tweede Wereldoorlog groeiden Anderlecht en Club Brugge uit tot de twee meest succesvolle clubs van het land, en bijgevolg tot sportieve rivalen. Anderlecht werd in 1947 voor het eerst landskampioen en werd in 1966, met het behalen van zijn twaalfde landstitel, alleen recordhouder. Tot op heden is de Brusselse club met 34 titels recordhouder in België. Club Brugge werd in 1920 voor het eerst kampioen, maar zou pas vanaf midden jaren 1960 regelmatig meestrijden om de Belgische landstitel en beker. Met twaalf eindzeges is Club Brugge recordhouder in de Beker van België.
Doordat beide clubs sinds de jaren 1970 bijna elk seizoen een titelkandidaat zijn, zijn de wedstrijden tussen beide teams vaak erg belangrijk en geladen. In 2002 resulteerde de wedstrijd in vechtvoetbal met drie rode kaarten, waar door journalisten en supporters naar werd verwezen als de Match van de Schande. In het seizoen 1985/86 eindigden de twee clubs met evenveel punten op de eerste plaats, waardoor er voor het eerst in België testwedstrijden georganiseerd werden om te bepalen wie kampioen werd. Anderlecht trok toen na twee gelijke spelen aan het langste eind. Sinds de invoering van de play-offs in 2009 nemen de twee teams het regelmatig vier keer per seizoen tegen elkaar op.
In 1977 troffen beide teams elkaar voor het eerst in een bekerfinale. Club Brugge won toen na een spannende wedstrijd met 4–3. In totaal stonden Anderlecht en Club Brugge vier keer tegenover elkaar in de bekerfinale. Drie keer won Club (1977, 2015, 2025), één keer won Anderlecht (1994). In de Belgische Supercup troffen de twee clubs elkaar al zeven keer. Vijf duels werden door Club Brugge gewonnen, drie door Anderlecht. Club Brugge is ook recordhouder met zeventien eindzeges.
Door de rivaliteit tussen Anderlecht en Club Brugge zorgen transfers tussen de twee clubs vaak voor ophef. Rob Rensenbrink, Hugo Broos, Marc Degryse, Gert Verheyen, Lorenzo Staelens, Alin Stoica en Tom De Sutter zijn bekende spelers die tijdens hun carrière de overstap gemaakt hebben van de ene naar de andere club. Andere opmerkelijke personen met een verleden bij beide clubs zijn: Constant Vanden Stock, Vincent Mannaert, Paul Courant, Jan Van Steenberghe.

## Records
- Grootste thuiszege Anderlecht

10 september 1977: 6–1 (competitie)
17 september 1983: 6–1 (competitie)
11 november 2012: 6–1 (competitie)
- Grootste uitzege Anderlecht

29 september 1963: 0–5 (competitie)
- Grootste thuiszege Club Brugge

17 december 2017: 5–0 (competitie)
- Grootste uitzege Club Brugge

24 september 1993: 0–3 (competitie)
12 januari 2025: 0 - 3 (competitie)

### Titelwedstrijden
Een overzicht van de wedstrijden waarin Anderlecht of Club Brugge de titel greep na een rechtstreeks duel tegen de rivaal. Het titelduel van 26 april 1998 staat niet in de lijst omdat Club Brugge al voor de wedstrijd, door een nederlaag van KRC Genk, zeker was van de landstitel.
- 8 april 1973 – Club Brugge kampioen

Club Brugge werd in 1973 in het Stade Emile Versé van rivaal Anderlecht kampioen na een gelijkspel (1–1). Het was de eerste naoorlogse landstitel voor Club Brugge. In de eerste helft bracht Raoul Lambert de West-Vlamingen op voorsprong via een strafschop. In het slot van de wedstrijd kreeg Anderlecht eveneens een strafschop en bracht Jan Verheyen de score opnieuw in evenwicht. Door het veroverde punt was Club met nog drie competitiewedstrijden te gaan al zeker van de landstitel.
- 6 mei 1986 – Anderlecht kampioen

Anderlecht en Club Brugge eindigden in het seizoen 1985/86 met evenveel punten en dus werden er testwedstrijden georganiseerd om de kampioen te bepalen. Zowel de heenwedstrijd in Anderlecht als de terugwedstrijd in Brugge eindigde in een gelijkspel (1–1, 2–2). Anderlecht werd uiteindelijk kampioen op basis van het aantal gescoorde uitdoelpunten in de testwedstrijden. Anderlecht-middenvelder en gewezen Club Brugge-speler René Vandereycken scoorde in de terugwedstrijd een belangrijk doelpunt en werd nadien met een rode kaart uitgesloten. Bij het verlaten van het veld maakte Vandereycken een controversieel omkoopgebaar.
- 15 mei 2005 – Club Brugge kampioen

In 2005 had Club Brugge op de op twee na laatste speeldag genoeg aan een gelijkspel in het eigen Jan Breydelstadion om zich van de landstitel te verzekeren. De Sloveense middenvelder Nastja Čeh bracht Club twee keer op voorsprong, maar Anderlecht bracht de score telkens opnieuw in evenwicht, via goals van respectievelijk Hannu Tihinen en Nenad Jestrović. Na het behalen van de titel ging zowel trainer Trond Sollied als aanvoerder Timmy Simons in het buitenland aan de slag. Club zou vervolgens meer dan tien jaar moeten wachten op een nieuwe titel.
- 18 april 2010 – Anderlecht kampioen

In het seizoen 2009/10 werden voor het eerst play-offs ingevoerd. Anderlecht werd met een ruime voorsprong eerste in de reguliere competitie en wist ondanks de puntenhalvering al op de zesde speeldag van play-off I de titel te veroveren door met 1–2 te winnen in het Jan Breydelstadion. Anderlecht kwam via goals van Jelle Van Damme en Matías Suárez op voorsprong, in de extra tijd wist Club Brugge via Wesley Sonck nog een tegentreffer te scoren. Het was de tweede keer dat Anderlecht kampioen werd op het terrein van de West-Vlamingen.
- 6 mei 2012 – Anderlecht kampioen

In 2012 duurde het langer alvorens Anderlecht kampioen werd. Op de op twee na laatste speeldag van play-off I speelde Anderlecht in het Constant Vanden Stockstadion gelijk (1–1) tegen Club Brugge. Maxime Lestienne bracht de bezoekers in de 71e minuut op voorsprong en leek zijn team zo drie belangrijke punten te bezorgen, maar in de extra tijd kreeg Anderlecht nog een strafschop voor een duwfout van Michael Almebäck op Dieumerci Mbokani. Guillaume Gillet zette de strafschop en bezorgde zo Anderlecht in extremis de landstitel.
- 15 mei 2016 – Club Brugge kampioen

In 2016 werd Club Brugge voor het eerst in precies elf jaar kampioen. Net als bij de vorige titel in 2005 klaarde Club de klus na een rechtstreeks duel tegen Anderlecht. De West-Vlamingen wonnen via goals van Abdoulay Diaby (2), Hans Vanaken en Timmy Simons overtuigend met 4–0. Het was een van de grootste thuiszeges ooit tegen de Brusselse rivaal.
- 20 mei 2021 – Club Brugge kampioen

Op de voorlaatste speeldag van de play-offs in het seizoen 2020/21 had Brugge genoeg aan een gelijkspel om de titelstrijd met Genk te beslechten. Hans Vanaken scoorde al vroeg met de borst, maar Lukas Nmecha maakte net voor de rust gelijk. In de tweede helft zorgden Vanaken en Noa Lang voor de 1-3. Anderlecht kwam in de slotminuten nog terug tot 3-3 na goals van Nmecha en Bruun Larsen. Club won toen hun 17e landstitel en de tweede op rij.

### Bekerfinales
- 12 juni 1977 – Club Brugge bekerwinnaar

In 1977 speelden Anderlecht en Club Brugge voor het eerst in de bekerfinale tegen elkaar. Anderlecht kwam in het Heizelstadion 0–2 voor via vroege doelpunten van Arie Haan en François Van der Elst. Rond het halfuur vielen er op zes minuten drie doelpunten. Raoul Lambert en Ulrik le Fèvre scoorden voor Club, Ludo Coeck maakte het derde Anderlecht-doelpunt. In de tweede helft ontpopte de Engelse aanvaller Roger Davies zich tot matchwinnaar. Hij scoorde twee keer, waardoor Club uiteindelijk met 4–3 won en de beker veroverde. In 2018 schreef Haan in zijn biografie dat zijn vroegere Anderlecht-ploeggenoot Gilbert Van Binst ooit zou beweerd hebben de bekerfinale van 1977 verkocht te hebben. Van Binst ontkende het verhaal.
- 22 mei 1994 – Anderlecht bekerwinnaar

In 1994 streden Anderlecht en Club Brugge opnieuw om de beker. Door werken aan het Heizelstadion vond de finale plaats op Sclessin. Anderlecht kwam in de eerste helft op voorsprong via Bruno Versavel. Na de rust werd er een doelpunt van Club Brugge-middenvelder Lorenzo Staelens afgekeurd, waardoor er relletjes uitbraken in de tribune. Meteen na het afgekeurde doelpunt scoorde Luc Nilis de 2–0, waardoor Anderlecht dat jaar na de landstitel ook de beker won.
- 22 maart 2015 – Club Brugge bekerwinnaar

In 2015 veroverde Club Brugge de beker na een zege tegen Anderlecht in het Koning Boudewijnstadion. Club Brugge-aanvaller en gewezen Anderlecht-speler Tom De Sutter bracht de West-Vlamingen al snel op voorsprong. In de voorlaatste minuut van de wedstrijd bracht Anderlecht via Aleksandar Mitrović de score opnieuw in evenwicht. De finale leek op weg naar verlengingen, tot Lior Refaelov in de extra tijd wist te scoren met een afstandsschot. De Israëliër verschalkte doelman Silvio Proto en bezorgde Club in extremis de beker.
- 4 mei 2025 – Club Brugge bekerwinnaar

In 2025 streden Club Brugge en Anderlecht na tien jaar opnieuw om de beker. In een uitverkocht Koning Boudewijnstadion won Club Brugge de bekerfinale na 2 doelpunten van Romeo Vermant. Even werd het nog spannend wanneer Anderlecht in de toegevoegde tijd de aansluitingstreffer scoorde. De eindstand bleef evenwel 2-1 en zo pakte recordhouder Club Brugge haar twaalfde Beker van België uit de geschiedenis.

## Wedstrijden

### Periode 1949–1959
| Wedstrijden uit de periode 1949–1959 | Wedstrijden uit de periode 1949–1959 | Wedstrijden uit de periode 1949–1959 | Wedstrijden uit de periode 1949–1959 | Wedstrijden uit de periode 1949–1959 | Wedstrijden uit de periode 1949–1959 | Wedstrijden uit de periode 1949–1959 |
| Seizoen                              | Competitie                           | Thuisploeg                           | Uitploeg                             | Score                                | Doelpunten thuisploeg                | Doelpunten uitploeg                  |
| ------------------------------------ | ------------------------------------ | ------------------------------------ | ------------------------------------ | ------------------------------------ | ------------------------------------ | ------------------------------------ |
| 1949/50                              | Ere Afdeling                         | Club Brugge                          | Anderlecht                           | 0–1                                  |                                      | De Wael                              |
| 1949/50                              | Ere Afdeling                         | Anderlecht                           | Club Brugge                          | 2–1                                  | Sermon, Mermans                      | R. Janssens                          |
| 1950/51                              | Ere Afdeling                         | Anderlecht                           | Club Brugge                          | 3–0                                  | De Wael (2), Mermans                 |                                      |
| 1950/51                              | Ere Afdeling                         | Club Brugge                          | Anderlecht                           | 1–1                                  | De Wachter                           | Soetewey                             |

### Periode 1959–1969
| Wedstrijden uit de periode 1959–1969 | Wedstrijden uit de periode 1959–1969 | Wedstrijden uit de periode 1959–1969 | Wedstrijden uit de periode 1959–1969 | Wedstrijden uit de periode 1959–1969 | Wedstrijden uit de periode 1959–1969      | Wedstrijden uit de periode 1959–1969      |
| Seizoen                              | Competitie                           | Thuisploeg                           | Uitploeg                             | Score                                | Doelpunten thuisploeg                     | Doelpunten uitploeg                       |
| ------------------------------------ | ------------------------------------ | ------------------------------------ | ------------------------------------ | ------------------------------------ | ----------------------------------------- | ----------------------------------------- |
| 1959/60                              | Eerste klasse                        | Club Brugge                          | Anderlecht                           | 1–0                                  | Goyvaerts                                 |                                           |
| 1959/60                              | Eerste klasse                        | Anderlecht                           | Club Brugge                          | 5–2                                  | Stockman, Wölbling, Van Himst, Jurion (2) | Somers, Deurwaerder                       |
| 1960/61                              | Eerste klasse                        | Anderlecht                           | Club Brugge                          | 0–0                                  |                                           |                                           |
| 1960/61                              | Eerste klasse                        | Club Brugge                          | Anderlecht                           | 3–2                                  | Goyvaerts, Nauwelaerts (2)                | Hanon, Jurion                             |
| 1961/62                              | Eerste klasse                        | Anderlecht                           | Club Brugge                          | 2–0                                  | J.P. Janssens (2)                         |                                           |
| 1961/62                              | Eerste klasse                        | Club Brugge                          | Anderlecht                           | 1–1                                  | Vangansbeke                               | J.P. Janssens                             |
| 1962/63                              | Eerste klasse                        | Club Brugge                          | Anderlecht                           | 0–0                                  |                                           |                                           |
| 1962/63                              | Eerste klasse                        | Anderlecht                           | Club Brugge                          | 3–1                                  | Van Himst, Stockman (2)                   | Van Poelvoorde                            |
| 1963/64                              | Eerste klasse                        | Club Brugge                          | Anderlecht                           | 0–5                                  |                                           | Puis (2), J.P. Janssens, Van Himst, Hanon |
| 1963/64                              | Eerste klasse                        | Anderlecht                           | Club Brugge                          | 3–0                                  | Van Himst, Lippens, Schena                |                                           |
| 1964/65                              | Eerste klasse                        | Anderlecht                           | Club Brugge                          | 3–1                                  | Devrindt (2), Stockman                    | Lambert                                   |
| 1964/65                              | Eerste klasse                        | Club Brugge                          | Anderlecht                           | 0–0                                  |                                           |                                           |
| 1965/66                              | Eerste klasse                        | Anderlecht                           | Club Brugge                          | 3–1                                  | Van Himst (2), Bergholtz                  | Lambert                                   |
| 1965/66                              | Eerste klasse                        | Club Brugge                          | Anderlecht                           | 0–1                                  |                                           | Van Himst                                 |
| 1966/67                              | Eerste klasse                        | Club Brugge                          | Anderlecht                           | 1–2                                  | Bailliu                                   | Van Himst (2)                             |
| 1966/67                              | Eerste klasse                        | Anderlecht                           | Club Brugge                          | 3–0                                  | Mulder (3)                                |                                           |
| 1967/68                              | Eerste klasse                        | Anderlecht                           | Club Brugge                          | 1–1                                  | Van Himst                                 | Bailliu                                   |
| 1967/68                              | Eerste klasse                        | Club Brugge                          | Anderlecht                           | 2–2                                  | Thio, Vandendaele                         | Mulder, Devrindt                          |
| 1967/68                              | Beker van België                     | Club Brugge                          | Anderlecht                           | 1–0                                  | Loske                                     |                                           |
| 1968/69                              | Eerste klasse                        | Club Brugge                          | Anderlecht                           | 2–2                                  | Devrindt, Herbet                          | Carteus, Bailliu                          |
| 1968/69                              | Eerste klasse                        | Anderlecht                           | Club Brugge                          | 1–1                                  | Van Himst                                 | Turesson                                  |
| 1968/69                              | Beker van België                     | Club Brugge                          | Anderlecht                           | 2–1                                  | Carteus (2)                               | Nordahl                                   |

### Periode 1969–1979
| Wedstrijden uit de periode 1969–1979 | Wedstrijden uit de periode 1969–1979 | Wedstrijden uit de periode 1969–1979 | Wedstrijden uit de periode 1969–1979 | Wedstrijden uit de periode 1969–1979 | Wedstrijden uit de periode 1969–1979                 | Wedstrijden uit de periode 1969–1979 |
| Seizoen                              | Competitie                           | Thuisploeg                           | Uitploeg                             | Score                                | Doelpunten thuisploeg                                | Doelpunten uitploeg                  |
| ------------------------------------ | ------------------------------------ | ------------------------------------ | ------------------------------------ | ------------------------------------ | ---------------------------------------------------- | ------------------------------------ |
| 1969/70                              | Eerste klasse                        | Anderlecht                           | Club Brugge                          | 1–3                                  | M. Martens                                           | Lambert (2), Thio                    |
| 1969/70                              | Eerste klasse                        | Club Brugge                          | Anderlecht                           | 1–0                                  | Houwaart                                             |                                      |
| 1970/71                              | Eerste klasse                        | Club Brugge                          | Anderlecht                           | 4–0                                  | Thio (3), Lambert                                    |                                      |
| 1970/71                              | Eerste klasse                        | Anderlecht                           | Club Brugge                          | 1–3                                  | Nordahl                                              | Lambert (2), Houwaart                |
| 1971/72                              | Eerste klasse                        | Anderlecht                           | Club Brugge                          | 1–1                                  | Lambert                                              | Mulder                               |
| 1971/72                              | Eerste klasse                        | Club Brugge                          | Anderlecht                           | 0–2                                  |                                                      | Rensenbrink, Van Himst               |
| 1972/73                              | Eerste klasse                        | Club Brugge                          | Anderlecht                           | 2–0                                  | Carteus, Geels                                       |                                      |
| 1972/73                              | Eerste klasse                        | Anderlecht                           | Club Brugge                          | 1–1                                  | J. Verheyen                                          | Lambert                              |
| 1973/74                              | Eerste klasse                        | Anderlecht                           | Club Brugge                          | 2–0                                  | De Nul, Ladinszky                                    |                                      |
| 1973/74                              | Eerste klasse                        | Club Brugge                          | Anderlecht                           | 2–1                                  | Devrindt, Houwaart                                   | Van Himst                            |
| 1974/75                              | Eerste klasse                        | Club Brugge                          | Anderlecht                           | 3–1                                  | Dockx (e.d.), Houwaart, Cools                        | Van Himst                            |
| 1974/75                              | Eerste klasse                        | Anderlecht                           | Club Brugge                          | 1–0                                  | F. Van der Elst                                      |                                      |
| 1975/76                              | Eerste klasse                        | Club Brugge                          | Anderlecht                           | 3–2                                  | De Cubber, Van Gool (2)                              | Rensenbrink, Ressel                  |
| 1975/76                              | Eerste klasse                        | Anderlecht                           | Club Brugge                          | 1–0                                  | Van Binst                                            |                                      |
| 1975/76                              | Beker van België                     | Anderlecht                           | Club Brugge                          | 4–1                                  | F. Van der Elst, Rensenbrink, Van Binst, Ressel      | Le Fèvre                             |
| 1976/77                              | Eerste klasse                        | Anderlecht                           | Club Brugge                          | 2–1                                  | F. Van der Elst (2)                                  | Le Fèvre                             |
| 1976/77                              | Eerste klasse                        | Club Brugge                          | Anderlecht                           | 2–0                                  | Courant, Cools                                       |                                      |
| 1976/77                              | Beker van België                     | Club Brugge                          | Anderlecht                           | 4–3                                  | Lambert, Le Fèvre, Davies (2)                        | Haan, F. Van der Elst, Coeck         |
| 1977/78                              | Eerste klasse                        | Anderlecht                           | Club Brugge                          | 6–1                                  | Coeck (2), Rensenbrink (2), F. Van der Elst, Nielsen | Davies                               |
| 1977/78                              | Eerste klasse                        | Club Brugge                          | Anderlecht                           | 2–0                                  | Sørensen, Cools                                      |                                      |
| 1978/79                              | Eerste klasse                        | Club Brugge                          | Anderlecht                           | 3–0                                  | Simoen, Ceulemans, Vandereycken                      |                                      |
| 1978/79                              | Eerste klasse                        | Anderlecht                           | Club Brugge                          | 3–0                                  | Rensenbrink, Van Toorn, Geels                        |                                      |

### Periode 1979–1989
| Wedstrijden uit de periode 1979–1989 | Wedstrijden uit de periode 1979–1989 | Wedstrijden uit de periode 1979–1989 | Wedstrijden uit de periode 1979–1989 | Wedstrijden uit de periode 1979–1989 | Wedstrijden uit de periode 1979–1989                 | Wedstrijden uit de periode 1979–1989    |
| Seizoen                              | Competitie                           | Thuisploeg                           | Uitploeg                             | Score                                | Doelpunten thuisploeg                                | Doelpunten uitploeg                     |
| ------------------------------------ | ------------------------------------ | ------------------------------------ | ------------------------------------ | ------------------------------------ | ---------------------------------------------------- | --------------------------------------- |
| 1979/80                              | Eerste klasse                        | Club Brugge                          | Anderlecht                           | 3–0                                  | Meeuws, Ceulemans (2)                                |                                         |
| 1979/80                              | Eerste klasse                        | Anderlecht                           | Club Brugge                          | 0–1                                  |                                                      | Vanwalleghem                            |
| 1980/81                              | Eerste klasse                        | Anderlecht                           | Club Brugge                          | 1–0                                  | Lozano                                               |                                         |
| 1980/81                              | Eerste klasse                        | Club Brugge                          | Anderlecht                           | 1–5                                  | Sørensen                                             | Jaspers, Brylle, Coeck, Geurts, Hofkens |
| 1981/82                              | Eerste klasse                        | Club Brugge                          | Anderlecht                           | 0–0                                  |                                                      |                                         |
| 1981/82                              | Eerste klasse                        | Anderlecht                           | Club Brugge                          | 2–1                                  | Brylle, Vercauteren                                  | Wellens                                 |
| 1981/82                              | Beker van België                     | Anderlecht                           | Club Brugge                          | 5–0                                  | Vercauteren (2), Geurts, Lozano, Pétursson           |                                         |
| 1982/83                              | Eerste klasse                        | Club Brugge                          | Anderlecht                           | 1–1                                  | Sørensen                                             | Lozano                                  |
| 1982/83                              | Eerste klasse                        | Anderlecht                           | Club Brugge                          | 5–2                                  | Vandenbergh (3), Brylle (2)                          | Ceulemans (2)                           |
| 1983/84                              | Eerste klasse                        | Anderlecht                           | Club Brugge                          | 6–1                                  | Arnesen (2), Vercauteren (2), De Groote, Vandenbergh | Beyens                                  |
| 1983/84                              | Eerste klasse                        | Club Brugge                          | Anderlecht                           | 1–1                                  | Spelbos                                              | Scifo                                   |
| 1983/84                              | Beker van België                     | Anderlecht                           | Club Brugge                          | 1–2                                  | Arnesen                                              | Sanders, R. Verheyen                    |
| 1984/85                              | Eerste klasse                        | Club Brugge                          | Anderlecht                           | 0–0                                  |                                                      |                                         |
| 1984/85                              | Eerste klasse                        | Anderlecht                           | Club Brugge                          | 1–1                                  | Vandenbergh                                          | Wellens                                 |
| 1985/86                              | Eerste klasse                        | Anderlecht                           | Club Brugge                          | 0–0                                  |                                                      |                                         |
| 1985/86                              | Eerste klasse                        | Club Brugge                          | Anderlecht                           | 3–3                                  | Papin, Beyens, Ceulemans                             | Andersen, Vandenbergh, Frimann          |
| 1985/86                              | Testwedstrijden                      | Anderlecht                           | Club Brugge                          | 1–1                                  | Vercauteren                                          | Beyens                                  |
| 1985/86                              | Testwedstrijden                      | Club Brugge                          | Anderlecht                           | 2–2                                  | Papin, Wellens                                       | Vandereycken, Demol                     |
| 1986/87                              | Supercup                             | Anderlecht                           | Club Brugge                          | 0–1                                  |                                                      | Ceulemans                               |
| 1986/87                              | Eerste klasse                        | Club Brugge                          | Anderlecht                           | 2–1                                  | Brylle, Houwaart jr.                                 | Scifo                                   |
| 1986/87                              | Eerste klasse                        | Anderlecht                           | Club Brugge                          | 1–0                                  | Nilis                                                |                                         |
| 1987/88                              | Eerste klasse                        | Anderlecht                           | Club Brugge                          | 1–1                                  | Musonda                                              | Beyens                                  |
| 1987/88                              | Eerste klasse                        | Club Brugge                          | Anderlecht                           | 2–1                                  | Brylle, Van Wijk                                     | Ukkonen                                 |
| 1988/89                              | Supercup                             | Anderlecht                           | Club Brugge                          | 0–1                                  |                                                      | Degryse                                 |
| 1988/89                              | Eerste klasse                        | Anderlecht                           | Club Brugge                          | 1–0                                  | A. Guðjohnsen                                        |                                         |
| 1988/89                              | Eerste klasse                        | Club Brugge                          | Anderlecht                           | 1–1                                  | Wuyts (e.d.)                                         | Nilis                                   |

### Periode 1989–1999
| Wedstrijden uit de periode 1989–1999 | Wedstrijden uit de periode 1989–1999 | Wedstrijden uit de periode 1989–1999 | Wedstrijden uit de periode 1989–1999 | Wedstrijden uit de periode 1989–1999 | Wedstrijden uit de periode 1989–1999 | Wedstrijden uit de periode 1989–1999 |
| Seizoen                              | Competitie                           | Thuisploeg                           | Uitploeg                             | Score                                | Doelpunten thuisploeg                | Doelpunten uitploeg                  |
| ------------------------------------ | ------------------------------------ | ------------------------------------ | ------------------------------------ | ------------------------------------ | ------------------------------------ | ------------------------------------ |
| 1989/90                              | Eerste klasse                        | Anderlecht                           | Club Brugge                          | 0–0                                  |                                      |                                      |
| 1989/90                              | Eerste klasse                        | Club Brugge                          | Anderlecht                           | 3–0                                  | Farina, Creve, Beyens                |                                      |
| 1990/91                              | Eerste klasse                        | Anderlecht                           | Club Brugge                          | 5–1                                  | Nilis (3), Oliveira (2)              | Ceulemans                            |
| 1990/91                              | Eerste klasse                        | Club Brugge                          | Anderlecht                           | 0–2                                  |                                      | Kooiman, G. Verheyen                 |
| 1990/91                              | Beker van België                     | Anderlecht                           | Club Brugge                          | 0–2                                  |                                      | Janevski, Ceulemans                  |
| 1991/92                              | Supercup                             | Anderlecht                           | Club Brugge                          | 3–3 (5–6)                            | Degryse, Nilis, Oliveira             | Disztl, Booy, Borkelmans             |
| 1991/92                              | Eerste klasse                        | Anderlecht                           | Club Brugge                          | 1–1                                  | Bosman                               | Booy                                 |
| 1991/92                              | Eerste klasse                        | Club Brugge                          | Anderlecht                           | 2–0                                  | Amokachi, Booy                       |                                      |
| 1992/93                              | Eerste klasse                        | Club Brugge                          | Anderlecht                           | 0–0                                  |                                      |                                      |
| 1992/93                              | Eerste klasse                        | Anderlecht                           | Club Brugge                          | 1–0                                  | Nilis                                |                                      |
| 1993/94                              | Eerste klasse                        | Anderlecht                           | Club Brugge                          | 0–3                                  |                                      | Staelens (3)                         |
| 1993/94                              | Eerste klasse                        | Club Brugge                          | Anderlecht                           | 0–0                                  |                                      |                                      |
| 1993/94                              | Beker van België                     | Anderlecht                           | Club Brugge                          | 2–0                                  | Versavel, Nilis                      |                                      |
| 1994/95                              | Supercup                             | Anderlecht                           | Club Brugge                          | 1–3                                  | Preko                                | S. Vermant, Eijkelkamp, Doll (e.d.)  |
| 1994/95                              | Eerste klasse                        | Anderlecht                           | Club Brugge                          | 1–0                                  | Boffin                               |                                      |
| 1994/95                              | Eerste klasse                        | Club Brugge                          | Anderlecht                           | 1–0                                  | Staelens                             |                                      |
| 1995/96                              | Supercup                             | Anderlecht                           | Club Brugge                          | 2–1                                  | Karagiannis, Preko                   | S. Vermant                           |
| 1995/96                              | Eerste klasse                        | Anderlecht                           | Club Brugge                          | 2–1                                  | Preko (2)                            | Stanić                               |
| 1995/96                              | Eerste klasse                        | Club Brugge                          | Anderlecht                           | 2–1                                  | Staelens, S. Vermant                 | De Bilde                             |
| 1996/97                              | Eerste klasse                        | Club Brugge                          | Anderlecht                           | 2–1                                  | Staelens, Špehar                     | Baseggio                             |
| 1996/97                              | Eerste klasse                        | Anderlecht                           | Club Brugge                          | 0–1                                  |                                      | Claessens                            |
| 1997/98                              | Eerste klasse                        | Club Brugge                          | Anderlecht                           | 2–1                                  | Claessens, Jankauskas                | Selymes                              |
| 1997/98                              | Eerste klasse                        | Anderlecht                           | Club Brugge                          | 0–1                                  |                                      | S. Vermant                           |
| 1998/99                              | Eerste klasse                        | Anderlecht                           | Club Brugge                          | 2–3                                  | Zetterberg, Iachtchouk               | Anić, Deflandre, Lešnjak             |
| 1998/99                              | Eerste klasse                        | Club Brugge                          | Anderlecht                           | 2–0                                  | De Brul (2)                          |                                      |

### Periode 1999–2009
| Wedstrijden uit de periode 1999–2009 | Wedstrijden uit de periode 1999–2009 | Wedstrijden uit de periode 1999–2009 | Wedstrijden uit de periode 1999–2009 | Wedstrijden uit de periode 1999–2009 | Wedstrijden uit de periode 1999–2009 | Wedstrijden uit de periode 1999–2009 |
| Seizoen                              | Competitie                           | Thuisploeg                           | Uitploeg                             | Score                                | Doelpunten thuisploeg                | Doelpunten uitploeg                  |
| ------------------------------------ | ------------------------------------ | ------------------------------------ | ------------------------------------ | ------------------------------------ | ------------------------------------ | ------------------------------------ |
| 1999/00                              | Eerste klasse                        | Anderlecht                           | Club Brugge                          | 1–1                                  | Sonko                                | Borkelmans                           |
| 1999/00                              | Eerste klasse                        | Club Brugge                          | Anderlecht                           | 0–2                                  |                                      | Goor, Stoica                         |
| 2000/01                              | Eerste klasse                        | Anderlecht                           | Club Brugge                          | 2–0                                  | Radzinski, Goor                      |                                      |
| 2000/01                              | Eerste klasse                        | Club Brugge                          | Anderlecht                           | 0–1                                  |                                      | Crasson                              |
| 2001/02                              | Eerste klasse                        | Anderlecht                           | Club Brugge                          | 1–0                                  | Aruna                                |                                      |
| 2001/02                              | Eerste klasse                        | Club Brugge                          | Anderlecht                           | 1–0                                  | Simons                               |                                      |
| 2002/03                              | Eerste klasse                        | Club Brugge                          | Anderlecht                           | 2–1                                  | De Cock, Clement                     | Crasson                              |
| 2002/03                              | Eerste klasse                        | Anderlecht                           | Club Brugge                          | 5–1                                  | Lovre, Jestrović (2), Junior, Aruna  | Čeh                                  |
| 2003/04                              | Eerste klasse                        | Anderlecht                           | Club Brugge                          | 1–1                                  | Aruna                                | Mendoza                              |
| 2003/04                              | Eerste klasse                        | Club Brugge                          | Anderlecht                           | 1–0                                  | Lange                                |                                      |
| 2004/05                              | Supercup                             | Anderlecht                           | Club Brugge                          | 0–2                                  |                                      | Hermans, Lange                       |
| 2004/05                              | Eerste klasse                        | Anderlecht                           | Club Brugge                          | 2–1                                  | Vanderhaeghe, Jestrović              | Čeh                                  |
| 2004/05                              | Eerste klasse                        | Club Brugge                          | Anderlecht                           | 2–2                                  | Čeh (2)                              | Tihinen, Jestrović                   |
| 2005/06                              | Eerste klasse                        | Anderlecht                           | Club Brugge                          | 2–2                                  | Akın                                 | S. Vermant, G. Verheyen              |
| 2005/06                              | Eerste klasse                        | Club Brugge                          | Anderlecht                           | 0–2                                  |                                      | Frutos (2)                           |
| 2006/07                              | Eerste klasse                        | Anderlecht                           | Club Brugge                          | 1–0                                  | Tchité                               |                                      |
| 2006/07                              | Eerste klasse                        | Club Brugge                          | Anderlecht                           | 2–2                                  | Ishiaku (2)                          | Juhász, Frutos                       |
| 2007/08                              | Supercup                             | Anderlecht                           | Club Brugge                          | 3–1                                  | Boussoufa, Mpenza, Hassan            | Đokić                                |
| 2007/08                              | Eerste klasse                        | Club Brugge                          | Anderlecht                           | 1–0                                  | Sterchele                            |                                      |
| 2007/08                              | Eerste klasse                        | Anderlecht                           | Club Brugge                          | 2–0                                  | Vlček, Van Damme                     |                                      |
| 2008/09                              | Eerste klasse                        | Club Brugge                          | Anderlecht                           | 1–1                                  | Sonck                                | Boussoufa                            |
| 2008/09                              | Eerste klasse                        | Anderlecht                           | Club Brugge                          | 1–0                                  | Boussoufa                            |                                      |

### Periode 2009–2019
| Wedstrijden uit de periode 2009–2019 | Wedstrijden uit de periode 2009–2019 | Wedstrijden uit de periode 2009–2019 | Wedstrijden uit de periode 2009–2019 | Wedstrijden uit de periode 2009–2019 | Wedstrijden uit de periode 2009–2019               | Wedstrijden uit de periode 2009–2019 |
| Seizoen                              | Competitie                           | Thuisploeg                           | Uitploeg                             | Score                                | Doelpunten thuisploeg                              | Doelpunten uitploeg                  |
| ------------------------------------ | ------------------------------------ | ------------------------------------ | ------------------------------------ | ------------------------------------ | -------------------------------------------------- | ------------------------------------ |
| 2009/10                              | Eerste klasse                        | Club Brugge                          | Anderlecht                           | 4–2                                  | Alcaraz, Geraerts, Sonck, Vargas                   | De Sutter (2)                        |
| 2009/10                              | Eerste klasse                        | Anderlecht                           | Club Brugge                          | 3–2                                  | Juhász, Frutos, Boussoufa                          | Odjidja, Kouemaha                    |
| 2009/10                              | Play-off I                           | Anderlecht                           | Club Brugge                          | 2–2                                  | Donk (e.d.), Suárez                                | Dirar, Donk                          |
| 2009/10                              | Play-off I                           | Club Brugge                          | Anderlecht                           | 1–2                                  | Sonck                                              | Van Damme, Suárez                    |
| 2010/11                              | Eerste klasse                        | Anderlecht                           | Club Brugge                          | 2–2                                  | Juhász, Lukaku                                     | Dalmat, Geraerts                     |
| 2010/11                              | Eerste klasse                        | Club Brugge                          | Anderlecht                           | 0–2                                  |                                                    | Lukaku, Boussoufa                    |
| 2010/11                              | Play-off I                           | Club Brugge                          | Anderlecht                           | 3–0                                  | Geraerts, Perišić, Akpala                          |                                      |
| 2010/11                              | Play-off I                           | Anderlecht                           | Club Brugge                          | 0–0                                  |                                                    |                                      |
| 2011/12                              | Eerste klasse                        | Club Brugge                          | Anderlecht                           | 1–1                                  | Odjidja                                            | Jovanović                            |
| 2011/12                              | Eerste klasse                        | Anderlecht                           | Club Brugge                          | 3–0                                  | Mbokani, Jovanović, Suárez                         |                                      |
| 2011/12                              | Play-off I                           | Club Brugge                          | Anderlecht                           | 0–1                                  |                                                    | Mbokani                              |
| 2011/12                              | Play-off I                           | Anderlecht                           | Club Brugge                          | 1–1                                  | Gillet                                             | Lestienne                            |
| 2012/13                              | Eerste klasse                        | Anderlecht                           | Club Brugge                          | 6–1                                  | Bruno, Mbokani, Jovanović, Kljestan, Biglia, Praet | Lestienne                            |
| 2012/13                              | Eerste klasse                        | Club Brugge                          | Anderlecht                           | 2–2                                  | Odjidja, Bacca                                     | Bruno, Armenteros                    |
| 2012/13                              | Play-off I                           | Anderlecht                           | Club Brugge                          | 1–1                                  | Mbokani                                            | Odoi (e.d.)                          |
| 2012/13                              | Play-off I                           | Club Brugge                          | Anderlecht                           | 2–1                                  | Lestienne (2)                                      | Bruno                                |
| 2013/14                              | Eerste klasse                        | Club Brugge                          | Anderlecht                           | 4–0                                  | Simons, Lestienne (2), Fatai                       |                                      |
| 2013/14                              | Eerste klasse                        | Anderlecht                           | Club Brugge                          | 2–0                                  | Mitrović, N'Sakala                                 |                                      |
| 2013/14                              | Play-off I                           | Anderlecht                           | Club Brugge                          | 3–0                                  | Tielemans, Cyriac (2)                              |                                      |
| 2013/14                              | Play-off I                           | Club Brugge                          | Anderlecht                           | 0–1                                  |                                                    | Meunier (e.d.)                       |
| 2014/15                              | Eerste klasse                        | Club Brugge                          | Anderlecht                           | 2–2                                  | Jørgensen, Engels                                  | Defour, Mitrović                     |
| 2014/15                              | Eerste klasse                        | Anderlecht                           | Club Brugge                          | 2–2                                  | Praet, Deschacht                                   | Vázquez (2)                          |
| 2014/15                              | Play-off I                           | Club Brugge                          | Anderlecht                           | 2–1                                  | Oulare, Vormer                                     | Mitrović                             |
| 2014/15                              | Play-off I                           | Anderlecht                           | Club Brugge                          | 3–1                                  | Najar, Mitrović, Praet                             | Refaelov                             |
| 2014/15                              | Beker van België                     | Club Brugge                          | Anderlecht                           | 2–1                                  | De Sutter, Refaelov                                | Mitrović                             |
| 2015/16                              | Eerste klasse                        | Anderlecht                           | Club Brugge                          | 3–1                                  | Okaka, De Bock (e.d.), Bruzzese (e.d.)             | Proto (e.d.)                         |
| 2015/16                              | Eerste klasse                        | Club Brugge                          | Anderlecht                           | 1–4                                  | Denswil                                            | Okaka, Praet (2), Suárez             |
| 2015/16                              | Play-off I                           | Anderlecht                           | Club Brugge                          | 1–0                                  | Tielemans                                          |                                      |
| 2015/16                              | Play-off I                           | Club Brugge                          | Anderlecht                           | 4–0                                  | Diaby (2), Vanaken, Simons                         |                                      |
| 2016/17                              | Eerste klasse A                      | Club Brugge                          | Anderlecht                           | 2–1                                  | Vanaken, Vormer                                    | Teodorczyk                           |
| 2016/17                              | Eerste klasse A                      | Anderlecht                           | Club Brugge                          | 0–0                                  |                                                    |                                      |
| 2016/17                              | Play-off I                           | Anderlecht                           | Club Brugge                          | 2–0                                  | Dendoncker, Kara                                   |                                      |
| 2016/17                              | Play-off I                           | Club Brugge                          | Anderlecht                           | 1–1                                  | Vormer                                             | Hanni                                |
| 2017/18                              | Eerste klasse A                      | Anderlecht                           | Club Brugge                          | 0–0                                  |                                                    |                                      |
| 2017/18                              | Eerste klasse A                      | Club Brugge                          | Anderlecht                           | 5–0                                  | Diaby (2), Vormer, Vossen, Vanaken                 |                                      |
| 2017/18                              | Play-off I                           | Anderlecht                           | Club Brugge                          | 1–0                                  | Teodorczyk                                         |                                      |
| 2017/18                              | Play-off I                           | Club Brugge                          | Anderlecht                           | 1–2                                  | Diaby                                              | Teodorczyk, Morioka                  |
| 2018/19                              | Eerste klasse A                      | Club Brugge                          | Anderlecht                           | 2–1                                  | Dennis, Vanaken                                    | Musona                               |
| 2018/19                              | Eerste klasse A                      | Anderlecht                           | Club Brugge                          | 2-2                                  | Kara, Bolasie                                      | Wesley, Vlietinck                    |
| 2018/19                              | Play-off I                           | Anderlecht                           | Club Brugge                          | 2-3                                  | Gerkens, Trebel                                    | Wesley, Dennis, Groeneveld           |
| 2018/19                              | Play-off I                           | Club Brugge                          | Anderlecht                           | 1-0                                  | Wesley                                             |                                      |
| 2019/20                              | Eerste klasse A                      | Club Brugge                          | Anderlecht                           | 2–1                                  | Van Crombrugge (e.d.), Diatta                      | Chadli                               |
| 2019/20                              | Beker van België                     | Anderlecht                           | Club Brugge                          | 0–2                                  |                                                    | Vormer, Balanta                      |

### Periode 2020–2029
| Wedstrijden uit de periode 2020–2029 | Wedstrijden uit de periode 2020–2029 | Wedstrijden uit de periode 2020–2029 | Wedstrijden uit de periode 2020–2029 | Wedstrijden uit de periode 2020–2029 | Wedstrijden uit de periode 2020–2029 | Wedstrijden uit de periode 2020–2029 |
| Seizoen                              | Competitie                           | Thuisploeg                           | Uitploeg                             | Score                                | Doelpunten thuisploeg                | Doelpunten uitploeg                  |
| ------------------------------------ | ------------------------------------ | ------------------------------------ | ------------------------------------ | ------------------------------------ | ------------------------------------ | ------------------------------------ |
| 2019/20                              | Eerste klasse A                      | Anderlecht                           | Club Brugge                          | 1–2                                  | Colassin                             | Vanaken (2)                          |
| 2020/21                              | Eerste klasse A                      | Club Brugge                          | Anderlecht                           | 3-0                                  | Diatta, Vanaken, Vormer              |                                      |
| 2020/21                              | Eerste klasse A                      | Anderlecht                           | Club Brugge                          | 2-1                                  | Nmecha, Lokonga                      | Lang                                 |
| 2020/21                              | Champions' play-off                  | Club Brugge                          | Anderlecht                           | 2-2                                  | Lang, Dost                           | Nmecha, Bruun Larsen                 |
| 2020/21                              | Champions' play-off                  | Anderlecht                           | Club Brugge                          | 3-3                                  | Nmecha (2), Bruun Larsen             | Vanaken (2), Lang                    |
| 2021/22                              | Eerste Klasse A                      | Anderlecht                           | Club Brugge                          | 1-1                                  | Raman                                | Rits                                 |
| 2021/22                              | Eerste Klasse A                      | Club Brugge                          | Anderlecht                           | 2-2                                  | De Ketelaere, Vanaken                | Amuzu, Hoedt                         |
| 2021/22                              | Champions' play-off                  | Anderlecht                           | Club Brugge                          | 0-0                                  |                                      |                                      |
| 2021/22                              | Champions' play-off                  | Club Brugge                          | Anderlecht                           | 1-1                                  | Skov Olsen                           | Hendry (own goal)                    |
| 2022/23                              | Eerste Klasse A                      | Anderlecht                           | Club Brugge                          | 0-1                                  |                                      | Nielsen                              |
| 2022/23                              | Eerste Klasse A                      | Club Brugge                          | Anderlecht                           | 1-1                                  | Nielsen                              | Mechele (own goal)                   |
| 2023/24                              | Eerste Klasse A                      | Anderlecht                           | Club Brugge                          | 1-1                                  | Dolberg                              | Skov Olsen                           |
| 2023/24                              | Eerste Klasse A                      | Club Brugge                          | Anderlecht                           | 1-2                                  | Jutglà                               | Vázquez, Nilson Angulo               |
| 2023/24                              | Champions' play-off                  | Club Brugge                          | Anderlecht                           | 3-1                                  | Mechele, Onyedika (2)                | Dreyer                               |
| 2023/24                              | Champions' play-off                  | Anderlecht                           | Club Brugge                          | 0-1                                  |                                      | Odoi                                 |
| 2024/25                              | Eerste klasse A                      | Club Brugge                          | Anderlecht                           | 2-1                                  | Vermant, Talbi                       | Simić                                |
| 2024/25                              | Eerste klasse A                      | Anderlecht                           | Club Brugge                          | 0-3                                  |                                      | Jutglà (2), Nilsson                  |
| 2024/25                              | Champions' play-off                  | Club Brugge                          | Anderlecht                           | 2-0                                  | Tzolis, Vermant                      |                                      |
| 2024/25                              | Champions' play-off                  | Anderlecht                           | Club Brugge                          | 1-3                                  |                                      |                                      |
| 2024/25                              | Beker van België                     | Club Brugge                          | Anderlecht                           | 2-1                                  |                                      |                                      |

## Spelers van beide clubs
Hieronder een lijst van enkele voetballers die zowel voor Anderlecht als Club Brugge gespeeld hebben. Spelers die bij de ene club zijn opgeleid, maar bij de andere in het eerste elftal gespeeld hebben (zoals Didier Bargibant), worden niet meegerekend. De spelers in het vet scoorden ook voor beide clubs tijdens de topper.
| - Abdoulay Diaby - Aleksandar Ilić - Alin Stoica - Elos Elonga-Ekakia - Erwin Vandendaele - Geert De Vlieger - Gerhard Mair |  | - Gert Verheyen - Gilbert Van Binst - Hugo Broos - Johan Devrindt - Johnny Velkeneers - Jos Volders - Kenneth Brylle |  | - Leen Barth - Lior Refaelov - Lorenzo Staelens - Marc Degryse - Mats Rits - Mohamed Tchité - Nordin Jbari |  | - Percy Tau - René Vandereycken - Rob Rensenbrink - Ronald Vargas - Ruud Geels - Tom De Sutter - Vadis Odjidja |  | - Wilfried Puis |

## Trainers van beide clubs
De hoofdcoaches die zowel Anderlecht als Club Brugge getraind hebben:
- András Béres
- Hugo Broos
- Norberto Höfling
- Georg Keßler
- Georges Leekens

Hugo Broos is de enige persoon die bij beide clubs actief was als speler én trainer.